# Cryobiology
Cryobiology is een internationaal, aan collegiale toetsing onderworpen wetenschappelijk tijdschrift op het gebied van de
cryobiologie.
Het wordt uitgegeven door Academic Press namens de Society for Cryobiology en verschijnt 6 keer per jaar.